# 光吻黃魴鮄
光吻黃魴鮄，為輻鰭魚綱鮋形目牛尾魚亞目黃魴鮄科的其中一種，分布於印度西太平洋區，從日本土佐灣至印尼西伯里斯海海域，棲息深度140-380公尺，體長可達40公分，為深海底棲性魚類，屬肉食性，生活在大陸棚、大陸坡。

## 擴展閱讀
維基物種上的相關：光吻黃魴鮄